# Андонис Зоис
Андонис Зоис (на гръцки: Αντώνιος Ζώης) е гръцки революционер, деец на Гръцката въоръжена пропаганда в Македония от началото на XX век.

## Биография
Андонис Зоис е роден в 1869 година в град Битоля, тогава в Османската империя. След Солунските атентати от април 1903 година се разразяват турски своеволия и в Битоля. Андонис Зоис е преследван, но се укрива в дома на евреин. Участва в организираното от ВМОРО Илинденско-Преображенското въстание в областта Мариово. По време на въстанието е подвойвода в четата на дядо Кольо Добровенски, който действа под началството на Толе Паша. Участва в сражението с турския аскер при манастира „Свети Георги“ край Паралово.

С началото на българо-гръцкия въоръжен сблъсък в Македония споделя: 
| „ | Дойдох тук да се боря с турците, а не за да принудя другите да бъдат българи. | “ |

През септември 1904 година се завръща в Македония и по заповед на ръководителя на елиномакедонския комитет в Битоля Константинос Михалис Монахос сформира въоръжена чета в района на Мариово.
Води сражения в Грунища, Старавина, Зовик, Будимирци, Градешница, Петалино, Маково, Суходол, Паралово, Брод и Скочивир. От април 1905 година си сътрудничи с Христос Цолакопулос (Рембелос) и с Димитриос Вардис.
Съединените гръцки чети на Христос Цолакопулос, Панайотис Фьотакис, Андонис Зоис и Петър Сугарев нападат българските села в областта Марихово, през юни/юли в Бърник изколват семейството на Трайко Краля. Пристига турски аскер и в сражението андартите са принудени да се оттеглят към река Черна. След 16 юли войводите от ВМОРО Тане Стойчев и Дзоле Стойчев прогонват четите на Сугарев, Зоис, Фьотакис и Цолакопулос на изток от река Черна, като се прегрупират по-късно в Ивени. На 22 юни 1905 година Сугарев, Зоис и Фьотакис пристигат в Петалино, където нападат четата на Димко от Охрид, предадена от Йофчос Найдос. В сражението Димко от Охрид е пленен, измъчван и убит, а отрязаната му глава е изпратена на османската полиция в Старавина. На 12 август четите им дават сражение на българска чета, като в сражението загиват братовчедите Димитър и Демостен от Старавина. След тази случка между Фьотакис и Цолакопулос избухва скандал, но са помирени от останалите андарти.
През 1906 година е ранен и се оттегля в Атина, където е хоспитализиран. През юли 1906 година се завръща в Македония и действа с Лазарос Варзис (Заркадас) край кожанското село Конско. После действа с Василиос Папас (Врондас) и с Димитриос Папавиерос (Гурас).
След Младотурската революция от юли 1908 година напуска Битоля и емигрира в САЩ по подозрение, че се планира убийството му от турските власти. Завръща се за началото на Балканската война и като опълченец и четата му първа влиза в Сятища през октомври 1912 година. След това четата му нахлува в Мариово заедно с тези на Стоян Цицов и Трайко Браянов. Мариово обаче е разменено за Лерин, който е завзет от сръбски части.
Установява се в Лерин до Втората световна война, когато през 1941 година германските войски завземат града. Прехвърля се в Негован (Фламбуро), където се самоубива същата година.
В Лерин е издигнат бюст на Зоис, дело на скулпторката Алики Хадзи.